# بی جایانت بالیگا
بی جایانت بالیگا (انگلیسی: B. Jayant Baliga) مهندس برق هندیست که بیش از همه به دلیل کارش بر ادوات نیمه رسانا، و خصوصاً اختراع آی‌جی‌بی‌تی شناخته می‌شود.
بالیگا در روستای کوچکی در نزدیکی بنگلور، هند بزرگ شد. او لیسانس مهندسی برق خود را از مؤسسه فناوری هند، مدرس، و فوق لیسانس و دکترای خود را از مؤسسه پلی‌تکنیک رنسلیر دریافت کرد.
او ۱۵ سال در مرکز تحقیق و توسعهٔ جنرال الکتریک سکنکتدی، نیویورک کار کرد، و در ۱۹۸۹ به عنوان استاد تمام به دانشگاه ایالتی کارولینای شمالی پیوست.